# ロージー (ロゼのアルバム)
ロージー (Rosie) は、ニュージーランド出身の大韓民国の歌手ロゼのデビュー作となるスタジオ・アルバム。2024年12月6日に、THE BLACK LABELとアトランティック・レコードからリリースされたこのアルバムは、ロゼが2023年にYGエンターテインメントとインタースコープ・レコードを離れてから最初に発表したソロ作品である。『ロージー』の楽曲を書き、また共同プロデュースする中で、ロゼは、ブルーノ・マーズ、カーター・ラング、オマー・フェディといった多様な協力者を得た。このアルバムは、12曲を収録したポップ・アルバムとして構想され、ポップ・パンクやオルタナティヴ・ポップのスタイルが追求されたが、1990年代のR&Bやシンセポップ、バラードの要素も盛り込まれている。主題となっているのは、20代前半で経験した名声や傷心に対するロゼのポジティブな姿勢である。
このアルバムからは、3枚のシングルが出ている。「APT.」は、ブルーノ・マーズとの共作で、リード・シングルとして、2024年10月18日にリリースされた。この曲は、Billboard Global 200 の首位に立ち、大韓民国、オーストラリア、日本、ニュージーランドなど、様々な地域でチャートの首位に達した。これに続いて、「Number One Girl」と「Toxic Till the End」がシングルとしてリリースされた。アルバム『ロージー』は、発表直後に Billboard 200 の第3位でデビューし、このチャートにおけるK-POPの女性ソロ・アーティストの初登場時における最高位を記録した。また、オーストラリア、カナダ、ドイツ、日本、ニュージーランド、大韓民国、イギリスでも、アルバム・チャートのトップ10に入った。『ロージー』は、批評家たちからも概ね好意的に評価され、多くの批評家たちはこのアルバムに込められたエモーショナルな深さ、力強いソングライティング、多彩なポップ・サウンドを称賛している。

## 背景
2023年12月、YGエンターテインメントは、ロゼがBLACKPINKの他のメンバーとともにグループとしての活動に関する契約を更新したものの、個々のソロ活動に関しては代理人契約を結ばなかったことを公表した。2024年6月17日、BLACKPINK のメイン・プロデューサーであるテディは、YGエンターテインメントの関連会社である THE BLACK LABEL が、ロゼと専属契約について話し合っていると発表し、翌日には、彼女がレーベルとのマネジメント契約にサインしたことを認めた。9月26日、ロゼは、アトランティック・レコードとソロ作品に関する契約を結び、数か月以内に新作を発表することを明らかにした。

## 主題と歌詞
いろんな人間関係を経験して来たけど、そのことには感謝しているつもりよ、普通の20代女子と同じようにね。みんなに理解してほしいのは、普通のガールフレンドというか、23際の女子と、私は大差がないってこと。曲に耳を傾けてもらえれば、同じような関係を経験したことがあれば、きっととっても共感してもらえるわ。ボーイフレンドとの関係じゃなくても、何であれ中毒性のある関係であればね。—アルバムの主題についてのロゼの発言
収録された12曲を通して、『ロージー』では、歌い手の「正直さの爆発 (a burst of honesty)」が表現されており、作品全体を通して共作者となっているロゼのショーケースとなっている。アルバムのタイトルについての説明として、ロゼは、彼女のファーストネームであるロザンヌ (Roseanne) に由来するニックネームで、「友だちや家族が呼ぶ名 (friends and family to call [her])」の「ロージー」を選んだのは、聴き手が彼女のことをより身近に感じてほしいという願いからであるとしている。彼女はまた、『ロージー』が、BLACKPINKのボーン・ピンク・ワールド・ツアー（2022年 - 2023年）の終了後に、ロサンゼルスでレコーディング・セッションに臨んだ自分自身の、「小さな日誌 (little journal)」として着想されたものだとも述べている。
彼女が経験した、うまくゆかなかった人間関係を反映した『ロージー』は、おもにロゼの心痛、喪失感、怒り、欲望などの感情を追求した「破局のアルバム (breakup album)」という特徴をもっている。さらに、このアルバムには、世間からの厳しい好奇の目に晒された「20歳過ぎの女性 (20-something woman)」としての人生の成り行きへの洞察が込められており、若者としての感情の複雑性への様々なまなざしが披瀝されている。雑誌『Paper』のインタビューで、ロゼは、『ロージー』の主題は「恐ろしい20代 (terrible 20s)」であり、人々に自分のことを人格として理解してほしいという希望であるとして、次のように述べた。「自分が以前よりちょっとばかり傷付きやすくなったり、オープンで正直になることで、みんなに誤解されずに、私を私として受け入れてもらう準備はできてるわ。」

## 制作と音楽
ロゼは、BLACKPINKのボーン・ピンク・ワールド・ツアーが2023年9月に終了した直後から、このアルバムの制作に取り掛かった。彼女はロサンゼルスで、曲作りのためのセッションを何回かおこない、アルバムに使えそうな曲を生み出した。友人たちから積極的なフィードバックを得た『ロージー』は、数週間からひと月以上のロサンゼルスへの数次の滞在によって形をとってゆき、曲作りは1年間に及び、新しいプロデューサーたちとの出会いもありながら、彼女はまだまだ「混乱と喪失 (confused and lost)」の感覚の中にあった。
音楽的に見ると、このアルバムには洗練されたポップな曲が集められており、ポップ・パンクやオルタナティヴ・ポップのスタイルが追求されていて、例えば、つっかえながら言葉を繰り出す1990年代風のR&Bから、キラキラしたシンセポップ、生々しいバラードまで、様々な音楽の要素が盛り込まれている。アルバムは、「背中をむき出しにしたような (the stripped-back)」ピアノ・バラードである「Number One Girl」の「熟考するような曲調 (ontemplative tone)」で始まり、ロゼの生々しく、「情感のこもった (emotional)」歌唱が聞かれる。この内省的な雰囲気は、2曲目の「3am」で切り替わり、アコースティックな要素に、微妙に溶け込んだローランド・TR-808の音色やトラップ・ビートが盛り込まれ、愛と欠陥 (love and imperfection) という歌詞の主題が追求される。「Two Years」は、1980年代の音楽に示唆を受けたシンセサイザーのイントロで始まり、音響効果をボーカルに施した「苦甘いシンセポップの楽曲 (bittersweet synth-pop song)」になっている。続く「Toxic Till the End」は、強烈に「渦巻くようなギターとシンセ (whirlpool of guitars and synths)」が、そのパワー・ポップ的、シンセポップ的な音作りを通して「率直な情感 (emotional frankness)」を捉えている。「Drinks or Coffee」は、「快活なビート (snappy beats)」と「世紀転換期の先進的なR&Bの、公園のような優美さ (parkly elegance of progressive turn-of-the-millennium R&B)」で、人間関係の複雑性を追求していく
続く「APT.」は、ポップ・パンクないしポップ・ロックの曲で、インディー・ロックやエレクトロ・ポップの要素が盛り込まれている。この曲は、ラップされる歌詞で始まり、「メロディアス (melodious)」なプリコーラスに移り、アパトゥゲームの掛け声に影響を受けた、力強いコーラスにつながる。大韓民国で人気の高い飲み会ゲームであるアパトゥゲームに着想を得たこの曲は、ゲームでリズムに乗って用いられる掛け声「アパトゥ（apateu、아파트）」を使って、遊ぶような、中毒性のあるコーラスを創り出している。
| title = "Apt."
「Gameboy」は、アコースティック・ギターの循環する旋律を用いており、2000年代初めのポップ・アンド・ブルース (pop&B) を思わせる、キャッチーなリズムに乗った「楽しい言葉遊び (playful wordplay)」である。続く「Stay a Little Longer」は、古典的なソウルフルなロックの楽曲であり、ロゼのボーカルに脚光が当てられている。「Not the Same」は、アメリカーナの要素も感じさせつつ、軽快にかき鳴らされるギターと対照的なボーカルの歌いぶりから生まれる生々しいエネルギーをもたらしている。「Call It the End」は、情感のこもった歌詞と「華やかな (lush)」ピアノの音に、琴線に触れる歌唱が聞かれる。「Too Bad for Us」は、「最小限 (stripped-down)」の編曲で、親密な物語を強調し、対照的に終曲の「Dance All Night」は、傷心を抱えながら前進しようと思い巡らす「チルアウトしたヴァイブ (chilled-out vibe)」で、アルバムを閉じる。

## プロモーションとリリース
2024年2月11日、27際の誕生日を祝ったロゼは、新たに設けた Instagram の配信チャンネルで、新しいソロ楽曲で未発表だった「Vampirehollie」の一部を紹介した。9月27日、アトランティック・レコードとの契約を公表した後、ロゼは新たな Instagram のアカウント (@vampirehollie) を開設したが、その名称は、未発表曲の曲名から採ったものであった。その直後、10月1日に、ロゼは自身最初のスタジオ・アルバムのタイトルが『ロージー』となることを公表した。この告知には、アルバム・カバーの画像も付けられており、カールしたブロンドの髪の彼女が横になっているところをクローズアップで撮影したものであった。収録曲は、2024年11月25日に明らかにされた。『ロージー』は、2024年12月6日に、CDやアナログ盤など、一部はランダムにコレクティブルが封入された、合わせて15種類の形態でリリースされた。『ロージー』の限定アナログ盤には、特別に収録されたボーナス・トラックとして「Vampirehollie」が入っており、限定版のデジタル版（音楽配信アルバム）には、「Vampirehollie」に加え、KBS第2テレビジョンの『ザ・シーズンズ（더 시즌즈）』でライブ演奏された「Number One Girl」が収録された。
『ロージー』のリリース前後の数か月の間に、ロゼはアメリカ合衆国で、このアルバムの宣伝のために、様々なインタビューや、オンラインのトークショー、ポッドキャストなどに応じ、『ヴォーグ』誌の「Now Serving」や「Life in Looks」欄、バズフィードの Puppy Interview、 『ヴァニティ・フェア (Vanity Fair)』誌の「Lie Detector Test」、YouTubeのトーク番組『Hot Ones』、ポッドキャストの『Therapuss with Jake Shane』にも登場した。さらに、彼女はシリウスXMラジオやiHeartRadio、『Elvis Duran and the Morning Show』などラジオのインタビューに応じ、ライアン・シークレストのラジオ番組『On Air with Ryan Seacrest』や、その直後に放映される番組である『American Top 40』にも出演して、ゲスト司会者も務めた。彼女はまた、このアルバムのコンセプト作りや、ソロ・アーティストとしての経験についても、『ニューヨーク・タイムズ』紙や、Apple Music 1 の『ザ・ゼイン・ロウ・ショー (The Zane Lowe Show)』とのインタビューで語っており、さらに『Paper』誌でも特集された。国際的なメディアでも、彼女は限定出版の印刷版として刊行された『i-D』誌や、『GQ』の大韓民国版である『GQ Korea』の表紙を飾り、特集された。アルバムのリリース後も、ロゼはジミー・ファロンの『The Tonight Show Starring Jimmy Fallon』や、ケリー・クラークソンの『The Kelly Clarkson Show』に出演した。
11月、ロゼは、自身がホスト役を務め、ファンたちを集めた、このアルバムの試聴会「ROSE リスニング・パーティ」を、ソウルと東京で開催した。その後、公式の「リスニング・パーティ」が世界各地で組織され、12月4日に開催された。12月1日、ロゼはテレビ朝日の『有働Times』に出演し、山本雪乃からインタビューを受けたプロモーションは大韓民国でも継続的におこなわれ、ロゼは JTBC の『ニュースルーム (Newsroom)』や、『유 퀴즈 온 더 블럭 (You Quiz on the Block)』、『Vogue Korea』の「What's in My Bag」、D-LITE（カン・デソン）のウェブ・ショー「Zip Daesung」などに露出した。ロゼは、そのすぐ後にイギリスでもプロモーションを始め、 BBC Radio 1、Hits Radio、LADbibleの「Snack Wars」、キャピタルの「Capital Breakfast」の「Very British Day Out」などのインタビューに応じた。
12月には、このアルバムや関連する限定商品を販売するポップアップストアが、ソウル特別市永登浦区にある現代自動車のアイコニックなポップアップ・ゾーンや、香港上環のウェスト・ストリート54番地 (54 West Street)、ニューヨーク市マンハッタン区5番街のバーンズ・アンド・ノーブルに開設された。12月6日、Melon は、ロゼの最初のフル・アルバムを祝って、新規アルバムにスポットライトを当てるサービスである「Melon Spotlight」を通して、サイン入りCDを賞品にしたコメントを集めるイベントをおこなったり、インタビュー動画や、さまざまな画像、雑誌、手書きの言葉など、さまざまな独占コンテンツを提供した。12月9日、アルバムのリリースを祝って、TikTok が #rosie キャンペーンを始め、アプリ内でのさまざまな体験や、期間限定のプロファイルフレーム、独占動画などを提供した。

### シングル
10月17日、ロゼはアメリカ合衆国の歌手ブルーノ・マーズとコラボレーションしたアルバムからのリード・シングル「APT. (Apt.)」を、公式リリースより1日先にソーシャルメディアで発表した。このシングルは、10月18日にリリースされ、大きな商業的成功を収め、『ビルボード』誌の Billboard Global 200 と Billboard Global Excl. U.S. の両方のチャートで初登場1位となった。この曲は、ロゼにとっては「On the Ground」、マーズにとっては「Die with a Smile」に次いで、両チャートで1位となった2曲目の作品となった。アメリカ合衆国では、この曲は Billboard Hot 100 で初登場8位、最高5位となり、ロゼはK-POPの女性歌手としては史上初めて、このチャートでトップ10入り、トップ5入りを果たした。11月22日、ロゼは、『ロージー』からの2曲目のシングルとして「Number One Girl」をリリースした。12月6日には、アルバムと同時に3枚目のシングル「Toxic Till the End」がリリースされた。「Toxic Till the End」は、Billboard Global 200 で初登場15位となり、 Billboard Global Excl. U.S. で初登場6位となって、ロゼにとって3枚目のこのチャートのトップ10入りシングルとなった。

### ライブ・パフォーマンス
11月22日、ロゼは、大阪でおこなわれた2024年MAMA AWARDSにおいて、ブルーノ・マーズとともに「APT.」のライブ・パフォーマンスを初めて披露した。その後、ロゼは、「APT.」をイ・ヨンジとともに、また「Number One Girl」を、11月29日に放送されたテレビ番組『ザ・シーズンズ（더 시즌즈：이영지의 레인보우）』の中でパフォーマンスした。12月3日、ロゼは、BBC Radio 1の『Live Lounge』の特番『Christmas Live Lounge 2024』に出演し、「APT.」とワム!の「ラスト・クリスマス」のカバーを披露した。12月11日、ロゼは、ジミー・ファロンのテレビ番組『ザ・トゥナイト・ショー・スターリング・ジミー・ファロン (The Tonight Show Starring Jimmy Fallon)』に出演し、「APT.」と「Toxic Till the End」をメドレーにして、生バンドをバックにパフォーマンスした。

2025年1月23日、ロゼは、パリ・ラ・デファンス・アレナで開催された「Gala des Pièces Jaunes 2025」において、「Stay a Little Longer」、「Toxic Till the End」、「APT.」の3曲をセットにして、パフォーマンスした。同日には、ロサンゼルスの「Channel Street Skatepark」で撮影された「3am」のライブ・パフォーマンス映像が YouTube にポストされた。その後、ロゼは、1月26日にさいたまスーパーアリーナでおこなわれた日本の音楽フェスティバル「GMO Sonic 2025」に特別ゲストとして登場し、「Toxic Till the End」、「3am」、「Vampirehollie」、「Two Years」、「Drinks or Coffee」、「APT.」の6曲のセットをパフォーマンスした。